# 霞江村
霞江村是福建省福州市长乐区潭头镇中的一个行政村，位于潭头镇中部，下辖王朱、鲍朱两个自然村。村内王姓人较多，多为闽国王室后代，南宋宝祐三年（1255年）从平坑（今漳港）迁菊潭，分支于此。
霞江村也是长乐的侨乡之一，有1400多名海外华侨。